# Clive Tickner
Clive Tickner (* Dezember 1943 in Harrow, London) ist ein britischer Filmproduzent und Kameramann. Er hat knapp 70 Filme für das Fernsehen, darunter mehrere Kinderfilme, sowie Dokumentarfilme, Werbefilme und Musikvideos fotografiert.

## Leben und Werk
Tickner studierte an einer Kunsthochschule Bildhauerei. Nach dem Bachelor-Examen schloss er ein Film-Aufbaustudium an. Um 1968 gründete er eine kleine Firma, die 16-mm Kurz- und Dokumentarfilme produzierte. Zur gleichen Zeit arbeitete er als Laufbursche in diversen Filmstudios. Bis in die frühen 1980er Jahre produzierte er ausschließlich Dokumentarfilme u. a. für das britische Fernsehen.
1987 setzte ihn Stuart Orme als Kameramann für die von Euston Films produzierte fünfteilige Serie The Fear ein. Für beide war es die erste Produktion einer Serie. Tickner war in der Folge als Kameramann an mehreren Serien beteiligt, so in Inspektor Morse, Mordkommission Oxford (1987–1988), Traffik (1989), Hitler zu verkaufen (1991), Anglo Saxon Attitudes (1992), der mit einem BAFTA-Award für the best serial drama ausgezeichnet wurde, sowie Folge 2–6 der sechsteiligen Serie Ivanhoe (1997).
1994 holte Orme holte ihn als Kameramann für Puppet Masters – Bedrohung aus dem All, ein Science-Fiction-Film nach dem Roman von Robert A. Heinlein mit Donald Sutherland in der Hauptrolle, der 1995 für den Saturn Award nominiert wurde. 1999 fotografierte er Trevor Nunns Adaption von Shakespeares Was ihr wollt mit Helena Bonham Carter, Ben Kingsley, Toby Stephens und Imogen Stubbs in den Hauptrollen.
Tickner ist seit 1999 Mitglied der British Society of Cinematographers, deren Präsident er von 2000 bis 2002 war. 2001 wurde er zum Ehrenmitglied der British Kinematograph Sound and Television Society ernannt.

## Filmografie (Auswahl)
- 1985: Der Märchenprinz (The Frog Prince)
- 1987, 1988: Inspektor Morse, Mordkommission Oxford (Inspector Morse, Fernsehserie, 7 Folgen)
- 1990: Dear Rosie
- 1991: Hitler zu verkaufen (Selling Hitler, Fernsehserie)
- 1992: Split Second
- 1994: Puppet Masters – Bedrohung aus dem All (The Puppet Masters)
- 1995: Der Prinz und der Prügelknabe (Prince Brat and the Whipping Boy)
- 1996: Was ihr wollt (Twelfth Night)
- 1997: Spiceworld – Der Film (Spice World)
- 1999: Kampf der Kobolde – Die Legende einer verbotenen Liebe (The Magical Legend of the Leprechauns)

## Preise und Auszeichnungen
- 1990 BAFTA-TV-Award und KODAK Whooper Swan Award (Best Film Cameraman) für Traffik
- 1992 BAFTA-TV Award und AGFA-Award für The Borrorwers (TV-Miniserie)
- 1994 Nominierung, BAFTA-Award für The Borrorwers II